# 斯蒂芬·金尼斯
斯蒂芬·金尼斯（Stephen Patrick Gethins，1976年3月28日—）是一位英國蘇格蘭民族黨籍政治人物。自2015年開始，他擔任東北法夫選區選出的國會議員。2017年以兩票之差險勝連任，但最後於兩年半後失去議席。